# Max Reneman
Max Feiko Reneman (Groningen, 20 oktober 1923 – bij Cinisi, Palermo, 23 december 1978) was een Nederlandse tandarts en kunstenaar.

## Leven en werk
Reneman mocht van zijn vader - die een groothandel in tandtechnische apparatuur had - alleen kunstenaar worden als hij ook een 'echt vak' leerde. Hij studeerde tandheelkunde, was tandarts in Groningen en wetenschappelijk medewerker bij de vakgroep tandheelkunde aan de Universiteit Utrecht.

Na zijn doctoraal vestigde hij zich in 1947 in Amsterdam. Hij volgde daar lessen aan de Rijksnormaalschool voor Tekenleraren en, als leerling van Heinrich Campendonk, aan de Rijksakademie van beeldende kunsten en ontplooide zich als beeldhouwer en kunstschilder. Naast kunstenaar bleef hij actief als tandarts en specialiseerde zich in tandprothesen.
In 1960 werd Reneman voorzitter van kunstenaarsvereniging De Keerkring, die jaarlijks in het Stedelijk Museum exposeerde. Hij raakte betrokken bij alternatieve kunstuitingen in de jaren 60 en 70. Hij richtte in 1970/1971 met onder anderen Robert Jasper Grootveld en Theo Kley het Deskundologisch Laboratorium op. Voor Grootveld maakte hij ook een kunstgebit.
Reneman was van huis uit katholiek en kreeg meerdere opdrachten ter verfraaiing van kerken, waarvoor hij onder meer wandreliëfs maakte. In zijn werk is de vogel een terugkerend thema, zij het vaak in een abstracte vorm. Een voorbeeld hiervan is het werk Communicatie, dat werd geplaatst op het dak van een telefooncentrale in de stad Groningen.
Reneman kwam op 55-jarige leeftijd om het leven bij een vliegtuigongeluk voor de kust van de noordelijke provincie Palermo, Sicilië. Hij werd begraven op de Amsterdamse begraafplaats Zorgvlied.
Zijn neef, de journalist Max Westerman (1958), is naar hem genoemd.

## Werken (selectie)
- 1959 Communicatie, Groningen
- 1960 glas-in-loodramen, Mariakerk (later: Gereformeerde kerk "Magnalia Dei") in Groningen[8]
- 1960 Phoenix, glas-in-betonwand, Christus Koningkerk, Utrecht
- 1962 Bemint (muurschildering)[9], R.K. Parochie De Goddelijke Verlosser in Drachten
- 1964 glas-in-betonwand Morgensterkerk (Heemskerk)
- 1965 wandsculptuur[10] voor het kantoor van Stadsbeheer in Groningen
- 1969 De Springbok, Nieuwegein

## Fotogalerij

Communicatie (1959), Groningen
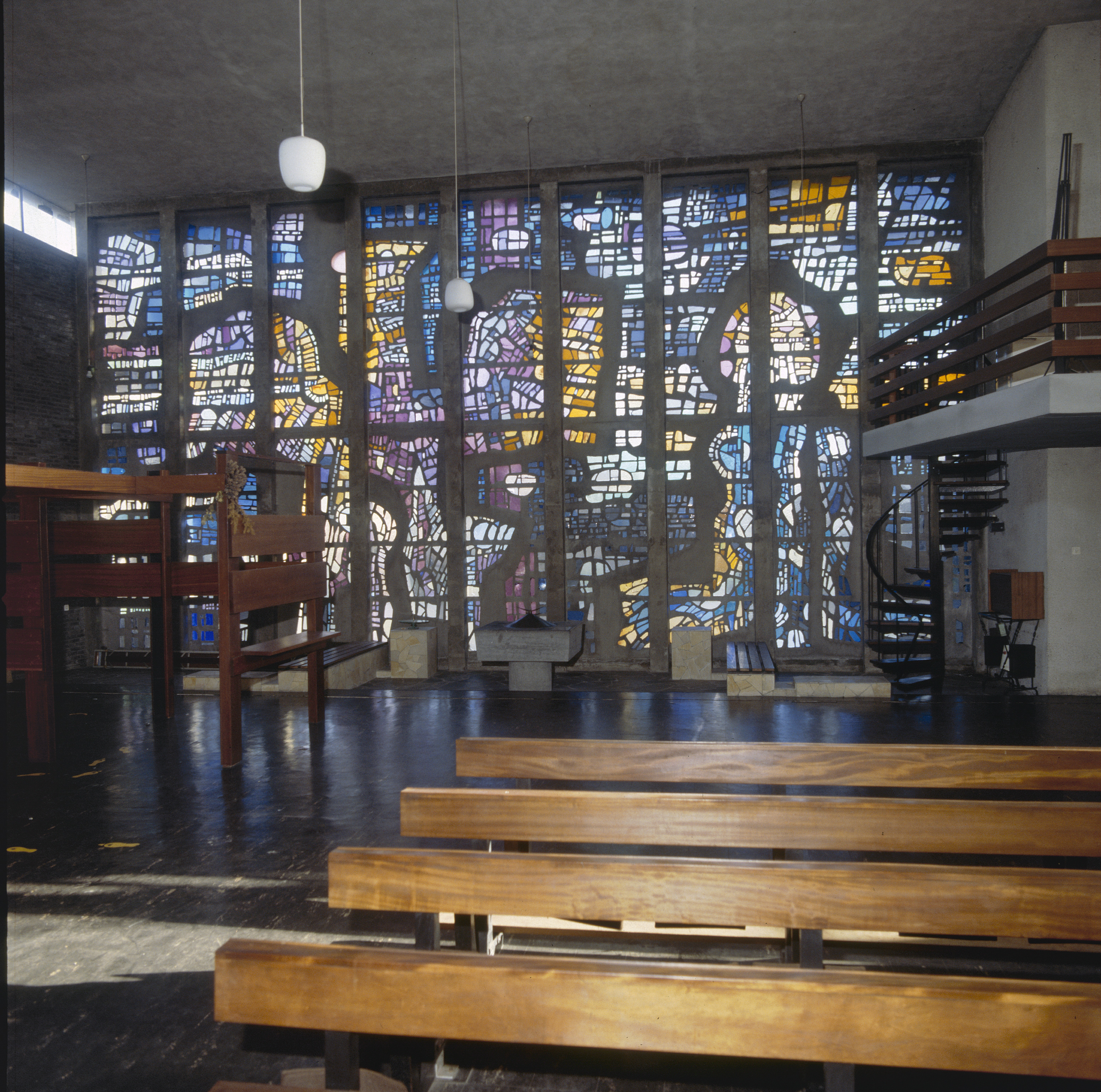
Phoenix (1960), Utrecht
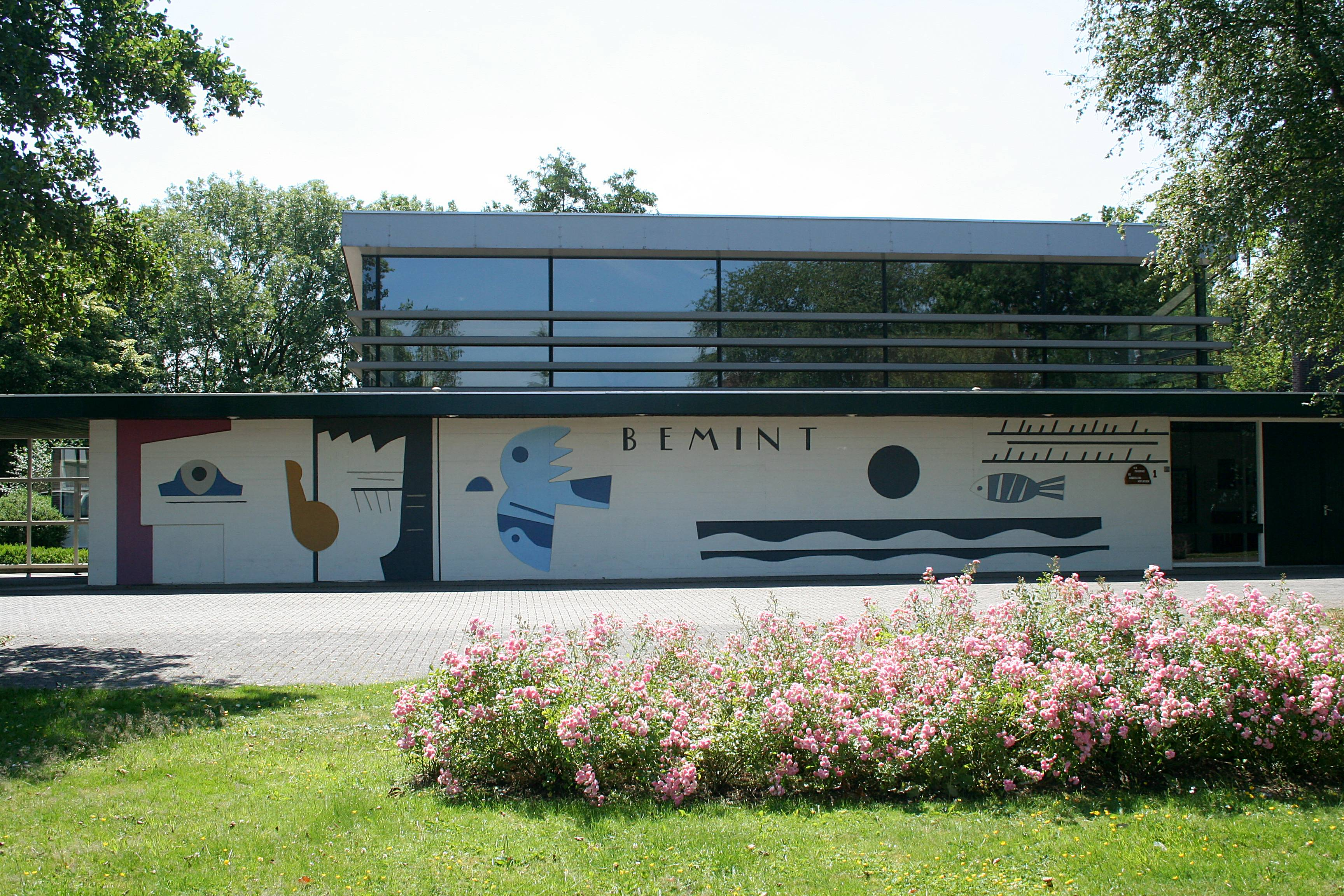
Bemint (1962) De Goddelijke Verlosser, Drachten
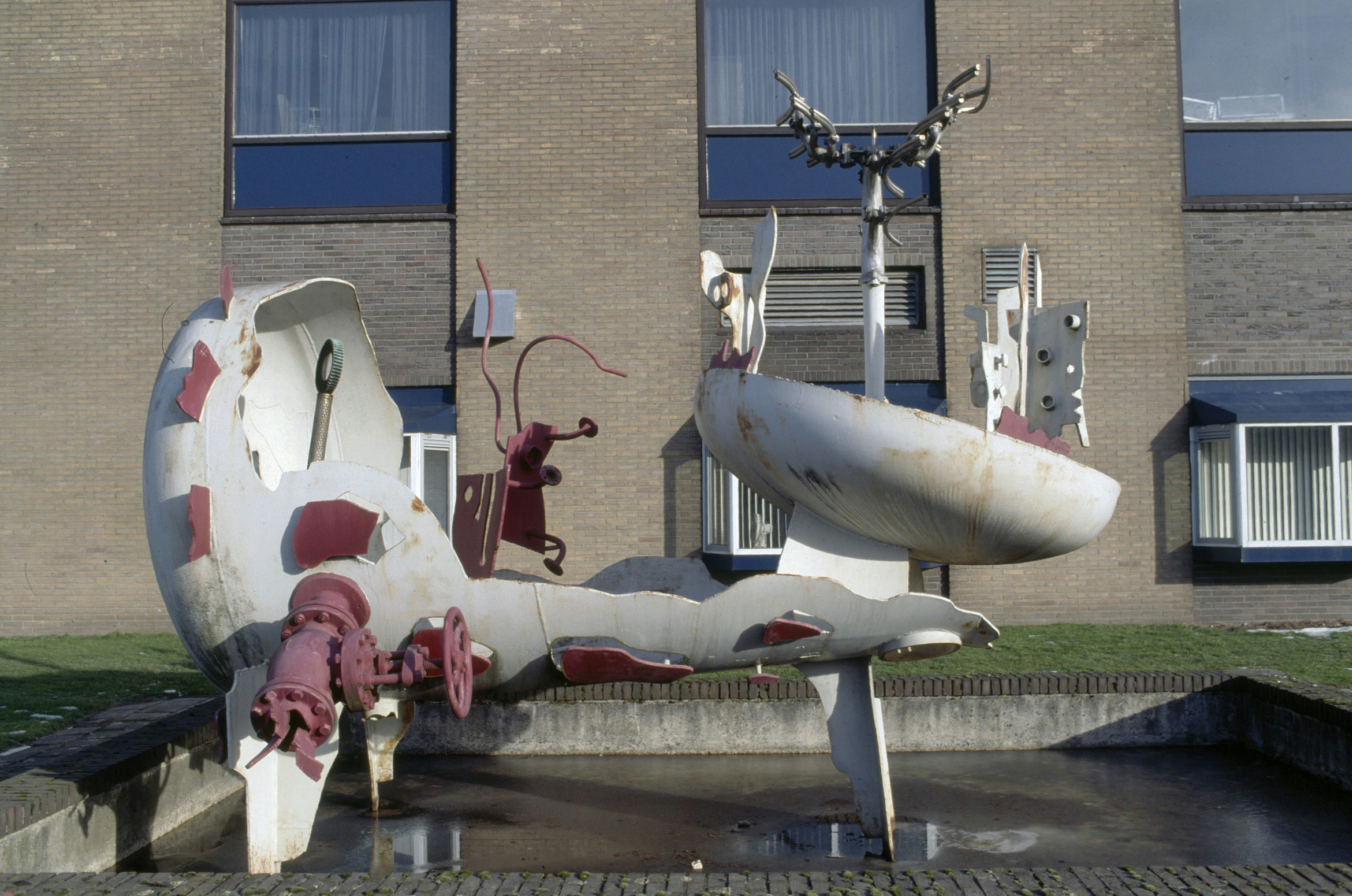
Het Monster (), Emmen